# 成歓の戦い

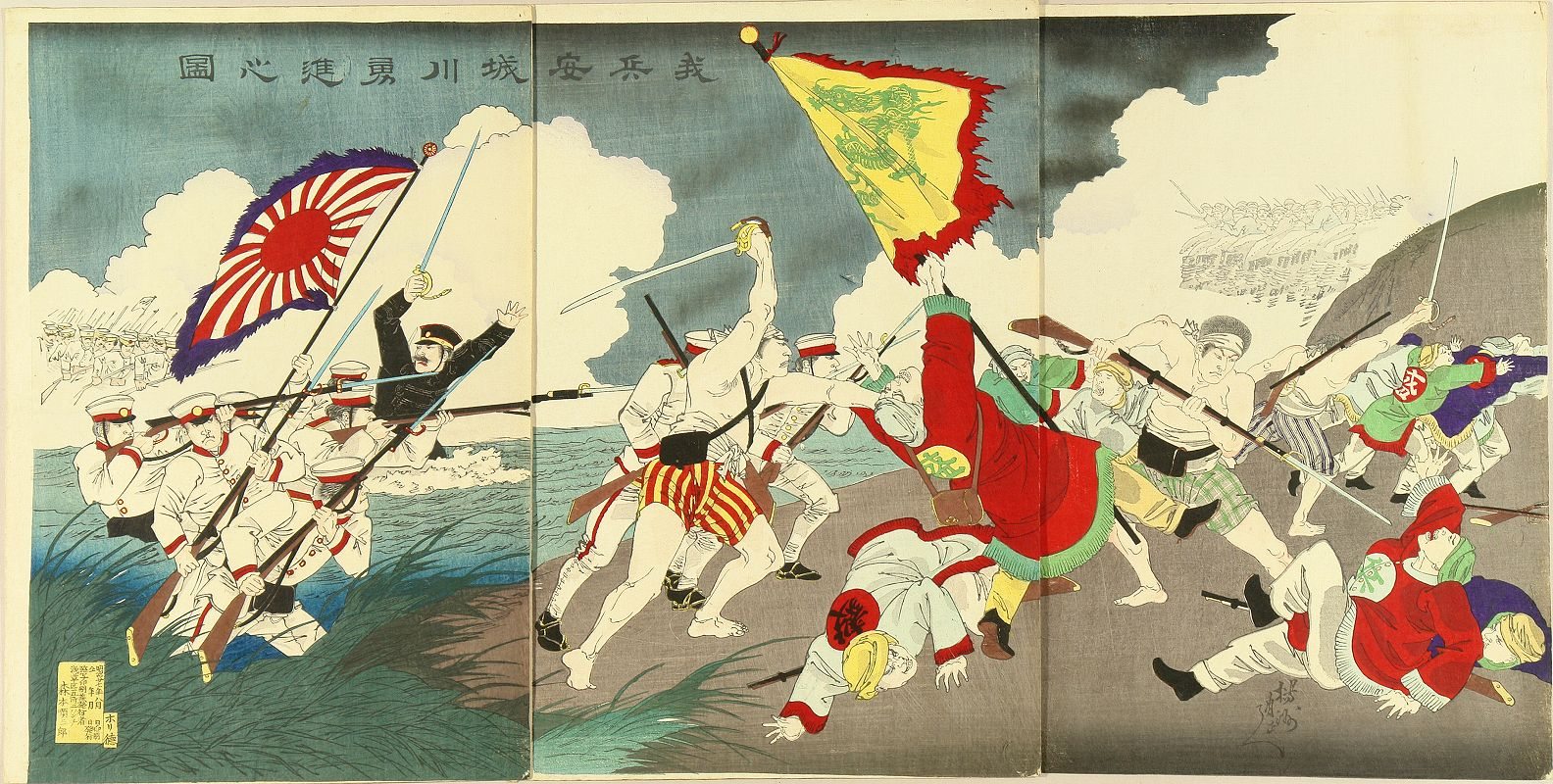
安城の渡しの戦い（楊洲周延画）

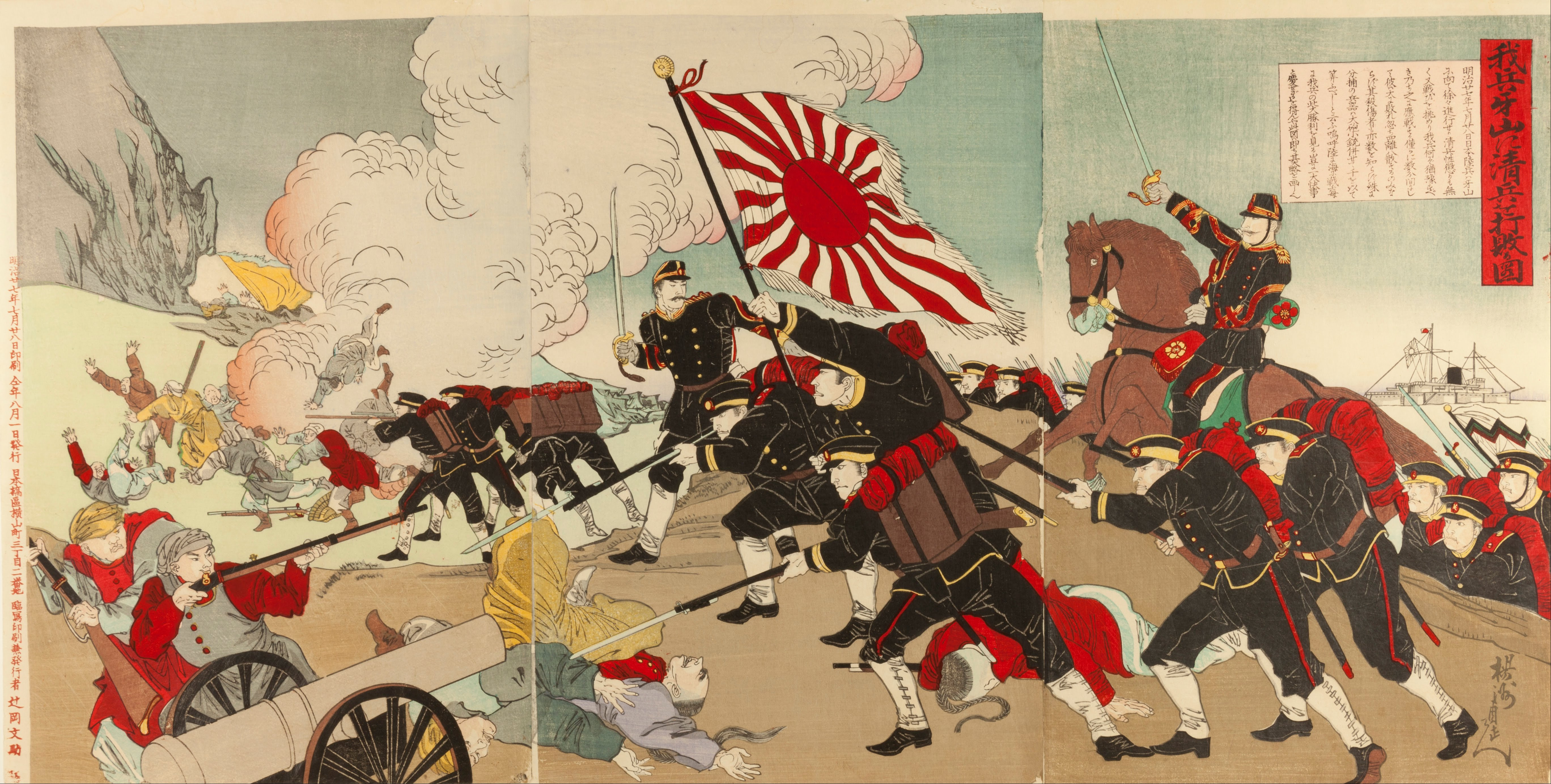
「我兵牙山に清兵を打敗る図」（楊洲周延画）

成歓の戦い（せいかんのたたかい、ソンファンのたたかい）は、日清戦争の最初の主要な陸戦である。成歓・牙山の戦いとも呼ばれる。

## 概要
1894年6月8日に、葉志超総督、聶士成山西太原鎮総兵に率いられた清国軍（北洋陸軍、歩兵約2,500名、山砲8門）が牙山に上陸した。7月24日時点で3880名に達する。
7月23日午前2時、日本軍の混成第九旅団（歩兵四箇大隊など）が郊外の駐屯地龍山から漢城に向かった。「〔民間〕人ヲシテ」電信線を切断し、歩兵一箇大隊が朝鮮王宮を攻撃し、占領した。日本は国王高宗を支配下に置き、大院君を再び担ぎだして新政権を樹立させた。25日、朝鮮の新政府は清国の宗主権破棄を宣言、大鳥圭介公使に対して牙山の清国軍撃退を要請した。7月26日に混成第9旅団（旅団長大島義昌少将）にその旨が伝達される。
7月28日に日本軍は牙城に篭る清国兵を攻撃するため出発。7月29日午前3時20分、佳龍里において清国兵の攻撃により歩兵第21連隊第12中隊長・松崎直臣歩兵大尉が戦死する（日本側初の戦死者）。他数名が死傷した（安城の渡しの戦い）。午前8時30分に日本混成第9旅団は成歓の敵陣地を制圧する。
大島旅団長は清国軍の主力が牙山にあるとし、7月29日午前に全旅団に牙山へ向け出発を命じた。午後3時頃、牙山に到達したが、清国軍は敗走していた。
この作戦の日本側の死傷者は88名なのに対して、清国兵は500名以上の死傷者を出し、武器等を放棄して平壌まで逃亡する。
なお、安城の渡しの戦いで歩兵第21連隊の木口小平二等卒は死んでもラッパを離さずに吹き続けたという逸話が残る。